# Мэйдзин (роман)
«Мэйдзин» (яп. 名人 meijin) — исторический роман японского писателя Ясунари Кавабаты. Кавабата считал его своим лучшим произведением. Сюжет основан на реальных событиях и посвящён событиям 1938 года, когда известный мастер («мэйдзин») игры го Сюсаи Хонъимбо сыграл длительную «Прощальную партию» против многообещающего игрока Китани Минору. Та партия, затянувшаяся почти на шесть месяцев, стала последней в карьере мэйдзина Сюсаи, который умер менее чем через год.

## Сюжет
Рассказ ведется от первого лица. Герой — журналист, назначенный наблюдать за ходом игры и освещать основные события в газете. Он наблюдает, как развивалась партия: как мэйдзин и Китани Минору (в книге фигурирует под именем Отакэ, 7-й дан) начали игру, как постепенно ухудшалось здоровье мэйдзина, как он оказался в больнице, как затем продолжил игру и, после длительной борьбы, в конце концов проиграл:

Прощальная партия для мэйдзина окончилась трагически. Казалось, именно она отняла у него жизнь. После игры здоровье к мэйдзину так и не вернулось, а через год его не стало.

Ясунари Кавабата действительно вел репортаж о ходе игры для газеты «Майнити симбун», и некоторые части романа основаны на его газетных статьях. В романе отражено столкновение двух типов игры, двух совершенно разных характеров, противостояние старых традиций и современного прагматизма. Переводчик Эдвард Зайденштикер полагал, что Кавабата символически отразил поражение Японии во Второй мировой войне, которое сильно повлияло на писателя. Известно, что тот начал работать над книгой ещё во время войны, но закончил её лишь к концу.

## Издание на русском языке
В 2009 году роман был издан в России издательством «Амфора» под названием «Мастер игры в Го».